# برنتس ان در برنتس
برنتس ان در برنتس (به آلمانی: Brenz an der Brenz) یک منطقهٔ مسکونی در آلمان است که در سونتایم واقع شده‌است. برنتس ان در برنتس ۱٬۱۰۰ نفر جمعیت دارد.